# 阿蒂基帕區

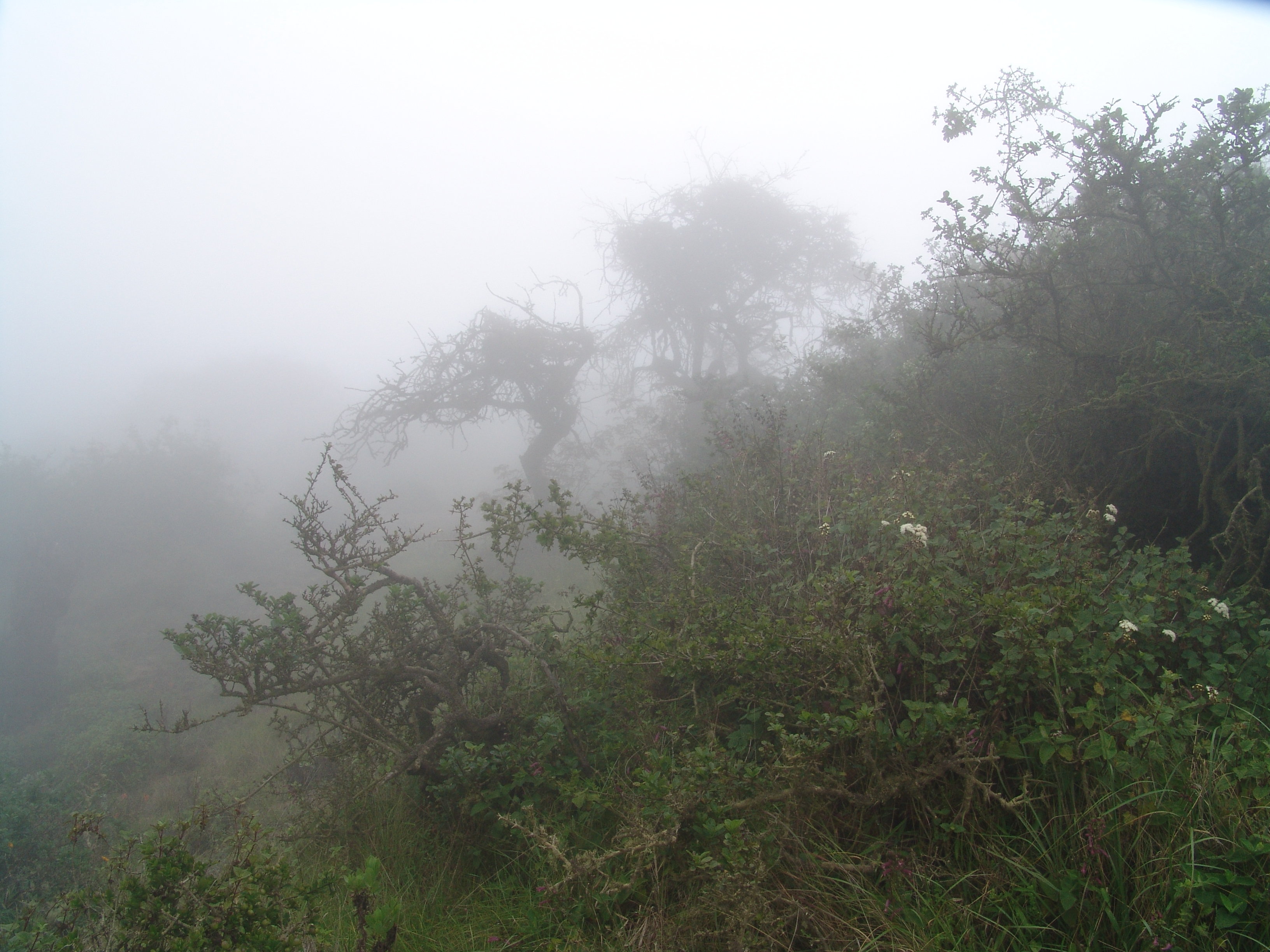

阿蒂基帕區（西班牙語：Distrito de Atiquipa），是秘魯的一個區，位於該國南部阿雷基帕大区的卡拉韋利省，面積423.55平方公里，海拔高度345米，2007年人口774，人口密度每平方公里1.83人。